# خاک‌روانه

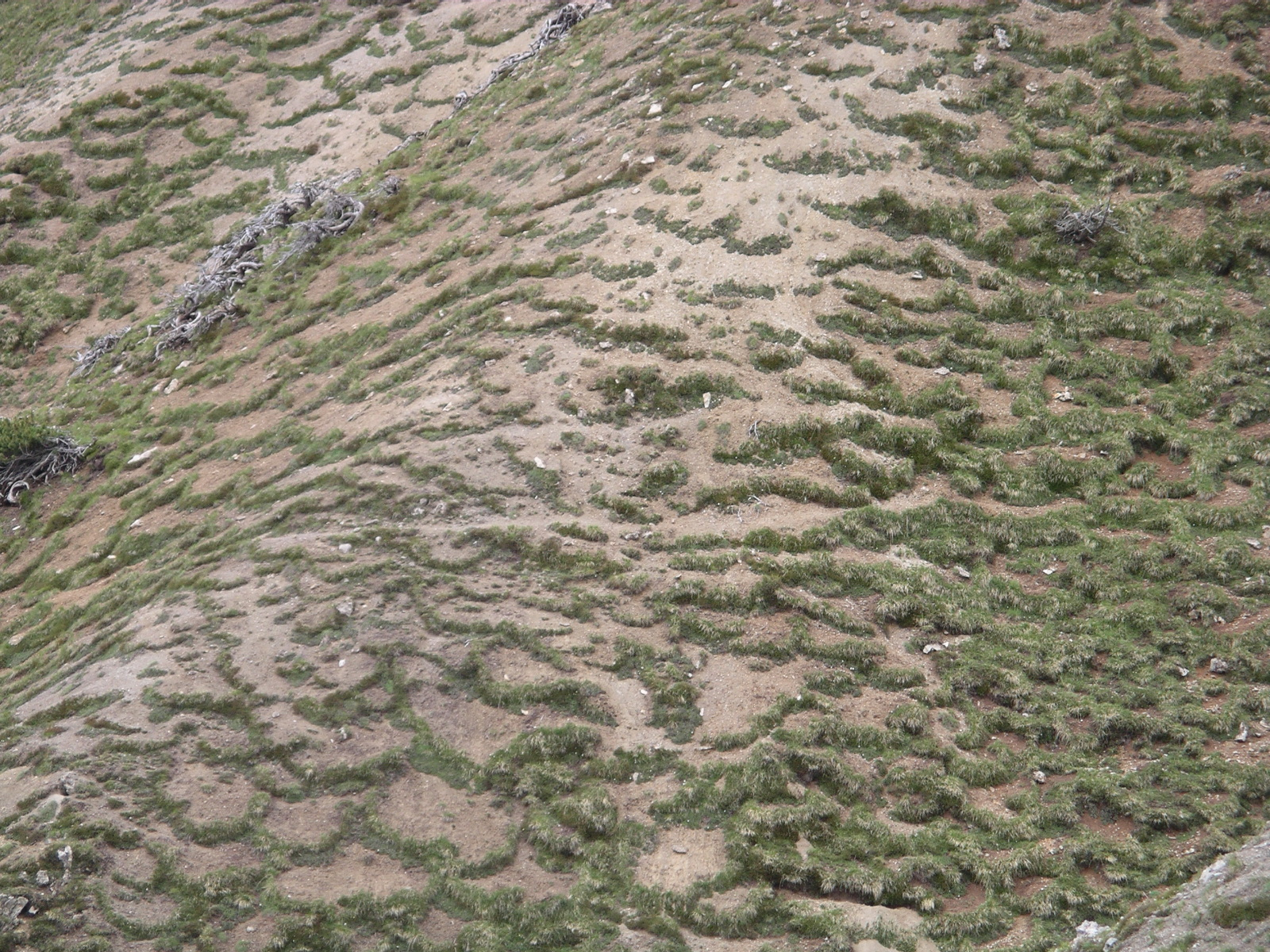
سولی‌فلکسیون روی داده در پارک ملی سوئیس

خاک‌روانه یا گل‌روانه یا روانه گِلی یا خاک‌سُره (به انگلیسی: Solifluction) در زمین‌شناسی و ژئومورفولوژی به روان شدن خاک و سنگ اشباع‌شده از آب در یک سراشیب گفته می‌شود.
خاک‌سره نوعی حرکت توده‌ای است که در مناطق سرد و پرجمعیت و کوه‌های بلند رخ می‌دهد. خاک‌سره در اصل گونه‌ای خزش است که در مناطق یخبندان دائمی رخ می‌دهد. با گرم شدن هوا آب ذوب‌شدهٔ یخ‌ها جذب خاک می‌شود و پس از اشباع آن را به آرامی به حرکت درمی‌آورد.
خاک‌سره بیشتر در محیط‌های پیرایخچالی دیده می‌شود. در مورد نهشته‌هایی که در شرایط پیرایخچالی پدید می‌آیند بیشتر اصطلاح یخ‌سره به‌کار می‌رود.
روانه گلی و زمین‌خزش از یک اصل پیروی می‌کنند ولی خاک‌سره معمولاً در آب‌وهوای زیرقطبی رخ می‌دهد در حالی که زمین‌خزش در آب‌وهوای معتدل و گرم روی می‌دهد.